# Eleanor de Bohun
Lady Eleanor de Bohun, Duchess of Gloucester LG (* um 1366; † 3. Oktober 1399 in London) war eine englische Adlige.
Eleanor de Bohun entstammte der ursprünglich anglonormannischen Familie Bohun. Sie war die ältere der beiden Töchter von Humphrey de Bohun, 7. Earl of Hereford und von Joan FitzAlan. Ihr Vater starb bereits 1373, womit Eleanor und ihre jüngere Schwester Mary die Erbinnen der umfangreichen Besitzungen der Familie Bohun wurden. Eleanor wurde zwischen 1374 und 1376 mit Thomas of Woodstock, dem jüngsten Sohn von König Eduard III. verheiratet. 1380 wurde ihr Mann auch Vormund ihrer jüngeren Schwester, die er in ein Kloster abschieben wollte, um so alleiniger Erbe der Familie Bohun zu werden. Während Thomas of Woodstock jedoch einen Feldzug in Frankreich unternahm, verheiratete sein Bruder John of Gaunt Mary mit seinem Sohn Henry und erzwang so eine Aufteilung des Erbes.
Eleanor wurde 1384 in den Hosenbandorden aufgenommen. Ihr Mann wurde 1385 zum Duke of Gloucester erhoben, doch wurde er als einer der Lords Appellant zum Gegner von König Richard II. 1397 wurde er angeklagt, enteignet und im September ermordet. Eleanor trat daraufhin als Nonne in das Benediktinerkloster Barking Abbey ein. Sie starb im Minoritenkloster Aldgate in London und wurde in der Westminster Abbey beigesetzt.

## Nachkommen und Erbe
Aus ihrer Ehe hatte sie fünf Kinder: 
- Humphrey of Buckingham, Earl of Buckingham (1381–1399)
- Anne of Gloucester (1383–1438)

1. ⚭ Thomas Stafford, 3. Earl of Stafford
2. ⚭ Edmund Stafford, 5. Earl of Stafford
3. ⚭ William Bourchier, 1. Count of Eu

- Joan of Woodstock (1384–1400) ⚭ Gilbert Talbot, 5. Baron Talbot
- Isabella of Woodstock (um 1385–1402)
- Philippa Plantagenet (um 1389–vor Oktober 1399)

Nach der Enteignung ihres Mannes durfte ihr Sohn Humphrey den Titel Earl of Buckingham führen, er starb jedoch bereits 1399. Eleanors Anteil am Bohun-Erbe fiel schließlich an ihre Tochter Anne, über die es an die Familie Stafford fiel. Eleanors Enkel Humphrey Stafford wurde 1444 zum Duke of Buckingham erhoben.